# Sybra pulla
Sybra pulla är en skalbaggsart som beskrevs av Stefan von Breuning 1939. Sybra pulla ingår i släktet Sybra och familjen långhorningar.
Artens utbredningsområde är Filippinerna. Inga underarter finns listade i Catalogue of Life.